# 2ペンスの希望
『2ペンスの希望』（にペンスのきぼう、イタリア語原題：Due Soldi Di Speranza）は、1952年に製作・公開されたイタリアの映画である。

## 概要
出演は無名の新人ばかりを使い、マリア・フィオーレ、ヴィンチェンツォ・ムゾリーノなど。製作はサンドロ・ゲンツィを起用。1952年度カンヌ国際映画祭グランプリ、同年度セルズニック・ゴールデン・ローレル賞作品。カステラーニとティティナ・デ・フィリッポがレナート・カステラーニとエットーレ・マリア・マルガドンナの原作を脚色。撮影はアルトゥロ・ガルレア、音楽は『終着駅』のアレッサンドロ・チコニーニ。

## あらすじ
ナポリ近郊の小さな村への復員兵のその後と葛藤を描く。

## キャスト
- マリア・フィオーレ
- ヴィンチェンツォ・ムゾリーノ

## スタッフ
- 監督：レナート・カステラーニ
- 脚色：レナート・カステラーニ、ティティナ・デ・フィリッポ
- 撮影：アルトゥロ・ガルレア
- 音楽：アレッサンドロ・チコニーニ